# Mazzarino
|  | Per a altres significats, vegeu «Mazzarino (desambiguació)». |

Mazzarino (sicilià Mazzarinu) és un municipi italià, dins de la província de Caltanissetta. L'any 2008 tenia 12.421 habitants. Limita amb els municipis de Barrafranca (EN), Butera, Caltagirone (CT), Caltanissetta, Gela, Niscemi, Piazza Armerina (EN), Pietraperzia (EN), Ravanusa (AG), Riesi, San Cono (CT), San Michele di Ganzaria (CT) i Sommatino. Al seu territori hi havia la casa pairal i el castell (U Cannuni) de la família del Cardenal Mazzarino.

## Administració
| Període | Identitat        | Partit |
| ------- | ---------------- | ------ |
| 2009-   | Vincenzo d'Asaro | Centre |

## Galeria d'imatges

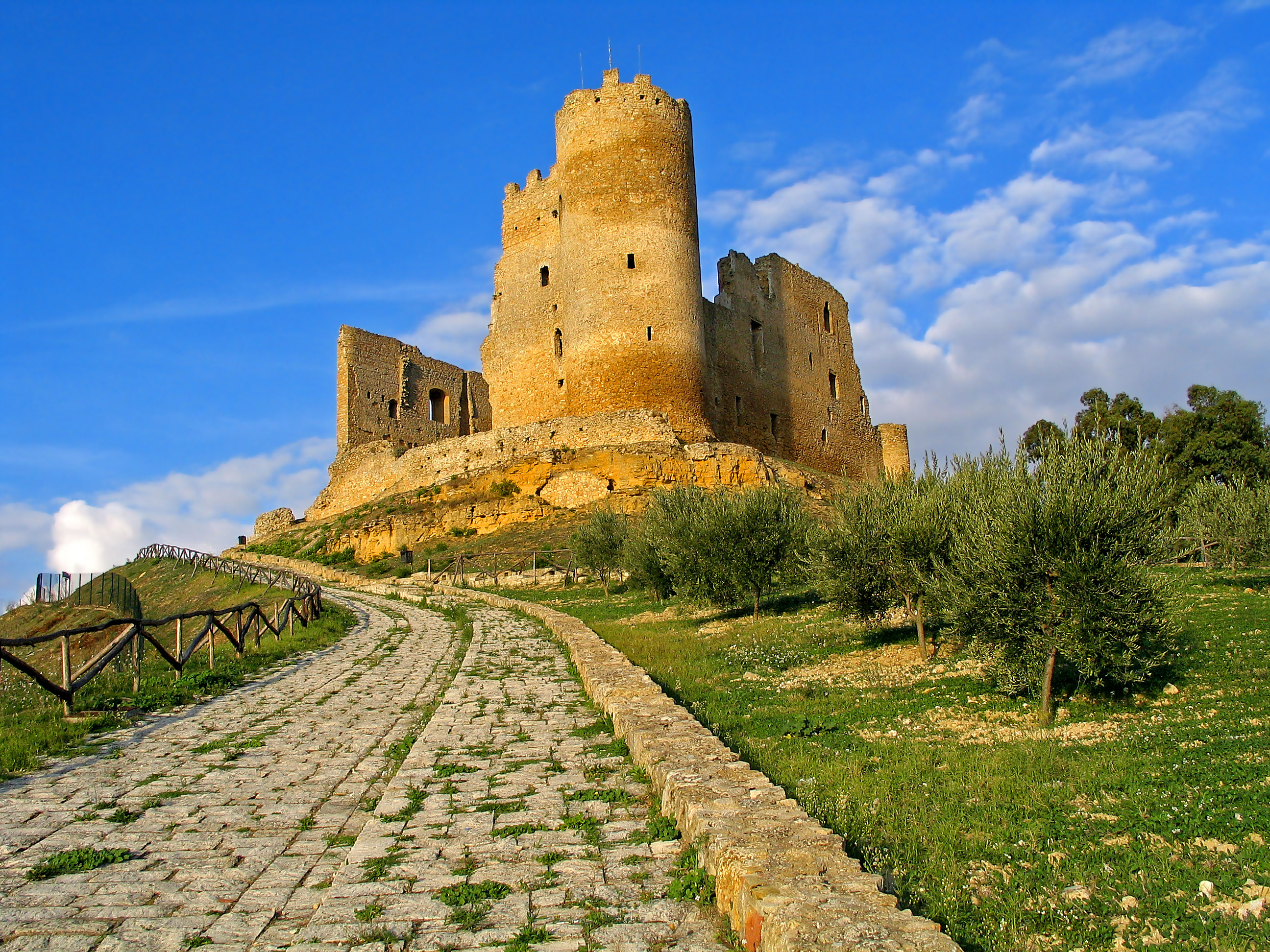
Restes del castell de Mazzarino
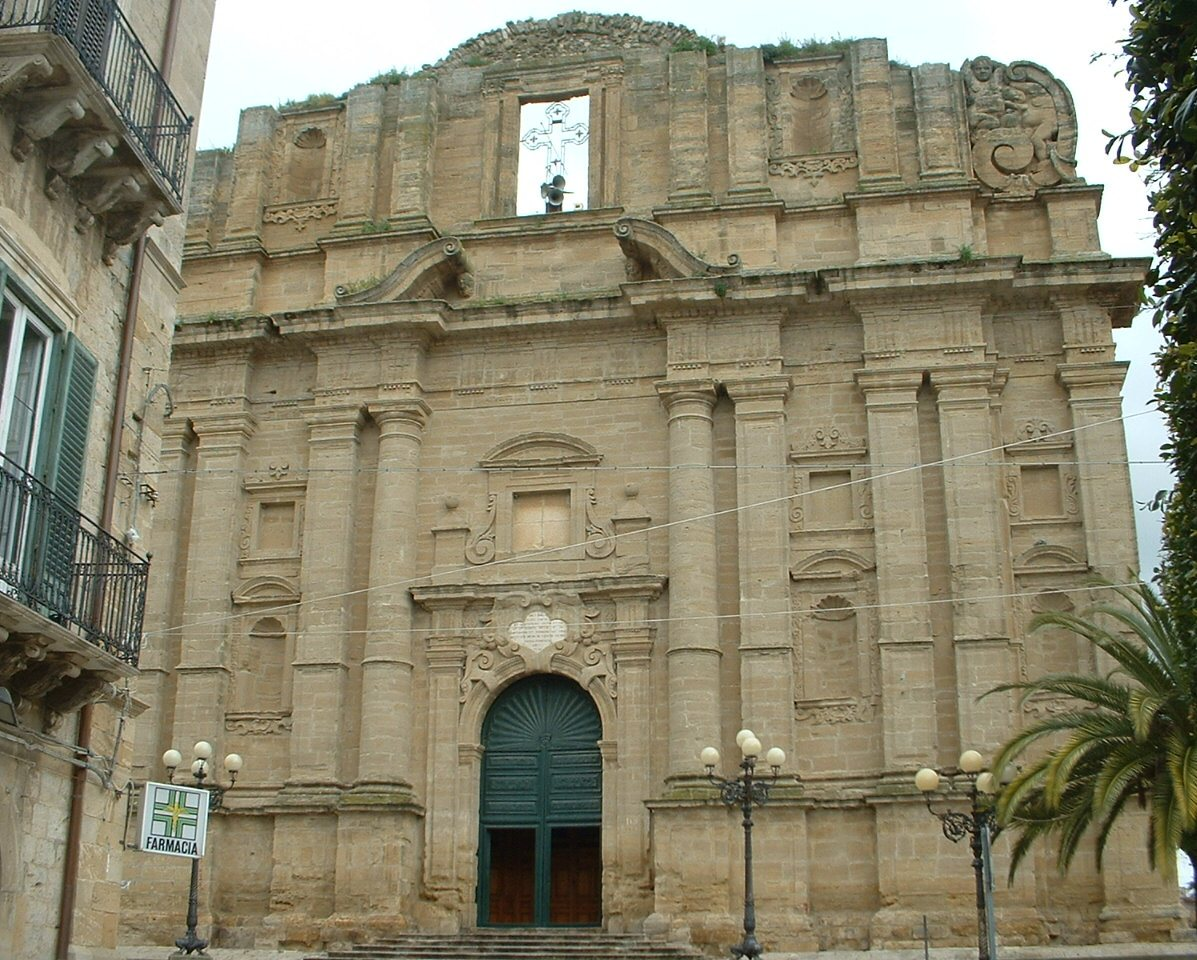
Església Santa Maria della Neve
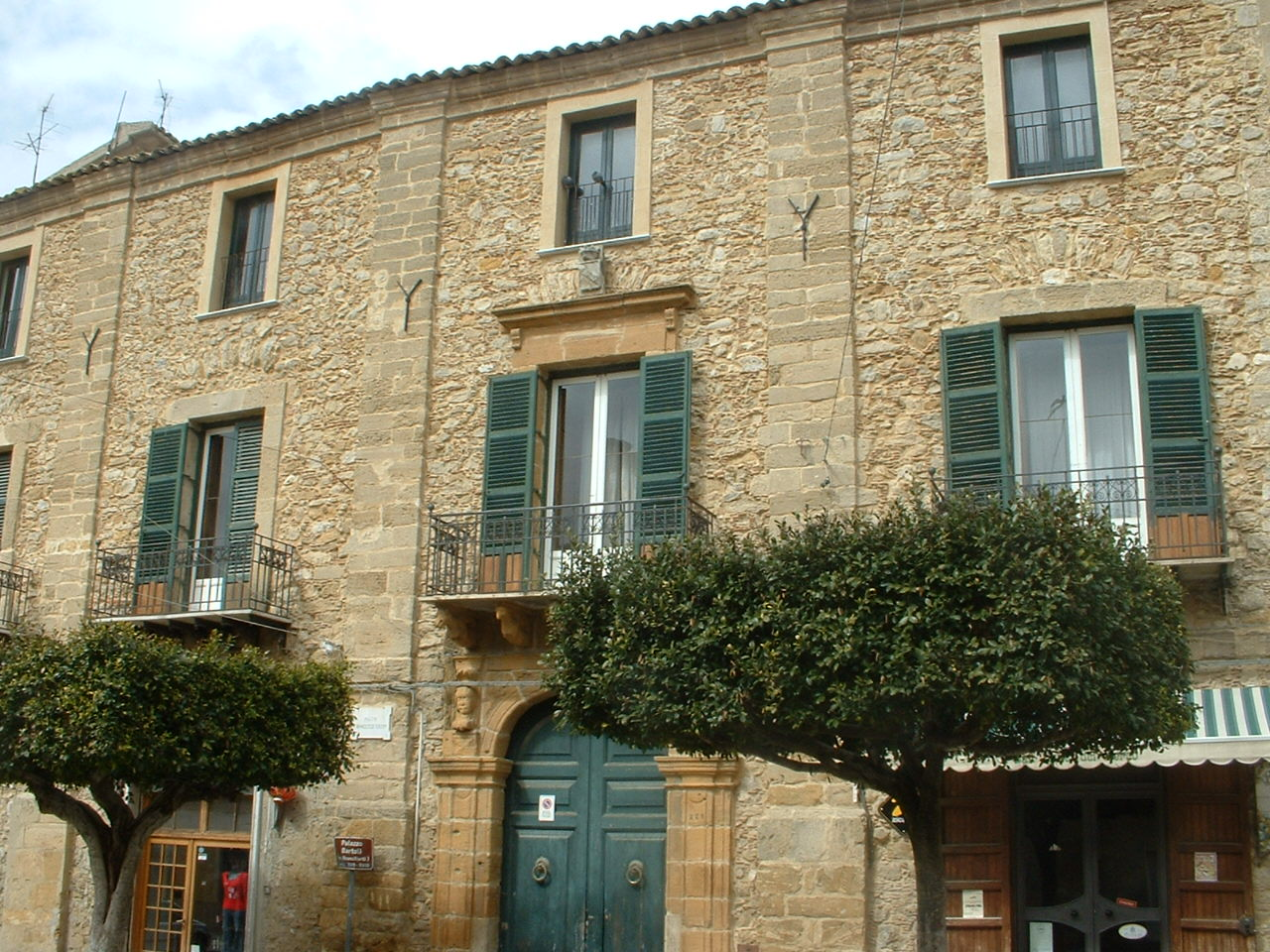
Palazzo Branciforti